# La Selva Natividad
La Selva Natividad är en ort i Mexiko.   Den ligger i kommunen San Cristobal De Casas och delstaten Chiapas, i den sydöstra delen av landet, 700 km öster om huvudstaden Mexico City. La Selva Natividad ligger 2 486 meter över havet och antalet invånare är 699.
Terrängen runt La Selva Natividad är huvudsakligen kuperad. La Selva Natividad ligger uppe på en höjd. Runt La Selva Natividad är det tätbefolkat, med 550 invånare per kvadratkilometer. Närmaste större samhälle är San Cristóbal de las Casas, 5,9 km sydost om La Selva Natividad. I omgivningarna runt La Selva Natividad växer huvudsakligen savannskog.